# Оклопна кола тип 92
Тешка оклопна кола, тип 92 (јап. 九二式重装甲車 Kyū-ni-shiki Jyū-sōkōsha) је јапанска танкета из периода пре Другог светског рата.

## Историја
Током 20-их година Јапан је купио већи број оклопних возила ради тестирања, укључујући тенкове Рено ФТ-17 и танкете Викерс Карден-Лојд Мк VI. Једино возило купљено за службу био је Рено NC-27: 10 тенкова увезено је 1929. У жељи да не зависи од увоза оружја, 1929. Јапанска војска почела је развој сопствених оклопних возила. Док су друге државе започеле сопствену производњу од мањих возила, Јапан је одмах кренуо са производњом средњих тенкова тип 89, чија је производња почела 1931. Производња је тенкова поверена је Арсеналу Сагами, који је производњу препустио цивилној индустрији, углавном Митсубишију. Тип 92 био је друго изворно јапанско оклопно возило које ушло у серијску производњу - као лако и брзо оклопно возило за коњицу. Ова танкета показала се као еволутивни ћорсокак, што је довело до развоја нових возила, која ће послужити као основа јапанских оклопних снага током рата: танкета тип 94 и лаки тенк тип 95.

## Карактеристике
Танкета тип 92 је била наоружана митраљезом од 7.7/13.2 mm у трупу, и још једним од 7,7 mm у куполи. Иако прилично брза на путевима по стандардима из 1932., вешање је било прилично слабо, неподесно за веће брзине ван пута.

### У борби
Недостатак радија, купола за једног човека и само симболична оклопна заштита чинила су ово возило скоро бескорисним у борби. Због тога, ова танкета је у рату коришћена само спорадично.